# ولودیمیر میکیتین
ولودیمیر میکیتین (اوکراینی: Володимир Богданович Микитин؛ زادهٔ ۲۸ آوریل ۱۹۷۰) بازیکن فوتبال اهل اتحاد جماهیر شوروی سوسیالیستی است.
از باشگاه‌هایی که در آن بازی کرده‌است می‌توان به باشگاه فوتبال کارپاتی لویو، باشگاه فوتبال شاختار دونتسک، باشگاه فوتبال روستوف، باشگاه فوتبال استال کامیانسکه، باشگاه فوتبال زوریا لوهانسک، و باشگاه فوتبال فورسکلا پولتاوا اشاره کرد.
وی همچنین در تیم ملی فوتبال اوکراین بازی کرده‌است.